# Simfonies de Beethoven
El conjunt de les 9 simfonies que va compondre Beethoven han estat i continuen sent un referent fonamental en la història de la música clàssica.
Beethoven havia complert els 30 anys quan va presentar la seva Primera Simfonia (Op. 21), fascinant els seus contemporanis per la seva frescor i originalitat. El 1803 dona a conèixer la Segona Simfonia en re major (Op. 36), l'alegria de la qual contrasta amb la tristesa que vivia l'autor.
El 1805, Beethoven trenca tots els motlles clàssics amb la seva Tercera Simfonia en mi bemoll major (Op. 55). Aquesta simfonia conté una de les anècdotes més interessants de la vida de Beethoven, admirador de Napoleó, a qui considerava un alliberador dels privilegis de les corones europees, per la qual cosa va ser batejada originalment Bonaparte. Tanmateix, en assabentar-se de la coronació de Napoleó com a emperador de França, Beethoven en canvià l'encapçalament i va quedar amb el seu nom definitiu, Simfonia Heroica. Aquesta simfonia dura tres vegades més que qualsevol altra de l'època, engrandeix l'orquestra i anuncia l'arribada del romanticisme.
Aquesta obra es compon d'un primer moviment (allegro con moto) d'una durada aproximada de 20 minuts, amb una excepcional coda. Del segon moviment, conegut com a Marxa fúnebre (adagio assai), s'ha dit que, en assabentar-se de la mort de Napoleó, Beethoven hauria comentat: "Jo ja vaig escriure música per a aquest trist fet". El tercer moviment és un Scherzo (allegro vivace), conegut com a escena de cacera, en què destaca l'ús de les trompes. El finale (allegro molto) evoca una escena de dansa.
Tot l'anterior difereix de la seva Quarta Simfonia en si bemoll major (Op. 60), que el 1806 recupera l'empenta de les seves dues primeres composicions simfòniques. Aquesta simfonia ha estat, segons alguns crítics, injustament relegada al costat de les seves excepcionals antecessora i successora.

El 1808, Beethoven compon la colossal Cinquena Simfonia en do menor (Op. 67). Aquesta simfonia destaca principalment per la construcció dels quatre moviments basats en quatre notes, que ja apareixen en el primer compàs del primer moviment, conegut popularment com La crida del destí. Per aquesta època, la seva febril creació fa que el mateix any aparegui la Sisena Simfonia en fa major, coneguda com a Pastoral (Op. 68), els moviments de la qual evoquen escenes campestres.
El 1813 arriba la Setena Simfonia en la major (Op. 92). Richard Wagner la qualificaria més tard com a "l'apoteosi de la dansa" pel seu ritme i el seu lirisme. A l'any següent, el 1814, Beethoven conclou la Vuitena Simfonia en fa major (Op. 93), la brevetat de la qual no disminueix la seva grandesa.
El 1824, Beethoven compon la seva Novena Simfonia en re menor (Op. 125), la Simfonia Coral. Aquesta darrera ha estat declarada recentment Patrimoni Cultural de la Humanitat per la UNESCO. L'últim moviment d'aquesta simfonia va ser adoptat a més el 1972 pel Consell d'Europa com el seu himne i el 1985 va ser adoptat pels caps d'estat i del govern de la Unió Europea com l'himne oficial.